# ولتسا
ولتسا (به لاتین: Veltsa) یک روستا در استونی است که در دهستان کونگا واقع شده‌است.